# Amphilais
Amphilais is een geslacht van zangvogels uit de familie van de Locustellidae. De wetenschappelijke naam van het geslacht is voor het eerst geldig gepubliceerd in 1984 door Parker. De enige soort in dit geslacht staat sinds 2018 als Bradypterus seebohmi (Madagaskargrasvogel) op de IOC World Bird List.